# Hamaguchi Yuki
Yuki Hamaguchi (sinh ngày 30 tháng 11 năm 1982) là một cầu thủ bóng đá người Nhật Bản.

## Sự nghiệp câu lạc bộ
Yuki Hamaguchi đã từng chơi cho Albirex Niigata.